# Юрко, Маргарита Владимировна
Маргарита Владимировна Юрко (30 июня 1989) — российская биатлонистка, призёр чемпионата России. Мастер спорта России.

## Биография
Воспитанница мурманской СДЮСШОР, тренеры — Евгений Комаров, Игорь Иванович Ветчинов. В юношеском возрасте вслед за Ветчиновым перешла в команду Красноярского края. Также в Красноярске тренировалась у С. А. Черноусовой и Н. И. Неклюдова. В дальнейшем выступала за Республику Мордовия (г. Саранск).
Становилась призёром всероссийских соревнований в младших возрастах.
В 2008 году принимала участие в чемпионате мира среди юниоров в Рупольдинге, стартовала только в индивидуальной гонке и заняла 22-е место.
Участница одной гонки на Кубке IBU — в январе 2008 года в спринте на этапе в Арбере финишировала 41-й.
На чемпионате России в 2011 году стала бронзовым призёром в командной гонке в составе сборной Мордовии.